# Рој Гири
Рој Вилијам Гири (енгл. Roy William Geary) измишљени је лик из америчке ТВ серије Бекство из затвора. Његов лик тумачи Мет Декаро. Први пут се појављује у шестој епизоди прве сезоне.
Рој Гири је стражар у затвору Фокс ривер. Као и његов шеф, капетан Бред Белик, и Гири је такође био коруптиван. Крао је ствари затвореника које су се налазиле у соби затвореника и продавао собе за новац, без слутње управника затвора Хенрија Поупа.
Свој посао стражара Рој је изгубио, пошто је Мајкл Скофилд рекао Поупу да га је Рој намерно опржио; Скофилдова кожа на леђима је била изгорена.